# Antonino Toscano
Antonino Gerlando Toscano (Agrigento, 19 luglio 1887 – Capo Bon, 13 dicembre 1941) è stato un ammiraglio italiano, medaglia d'oro al valor militare alla memoria.

## Biografia
Nel 1905 frequentò l'Accademia navale di Livorno e nel febbraio 1909 fu nominato guardiamarina. Del 1911 prestò servizio sulla torpediniera Astore, con il grado di sottotenente di vascello, partecipando alla Guerra italo-turca. Dopo i combattimenti del luglio 1912 nello  stretto dei Dardanelli fu promosso a tenente di vascello. Nel gennaio 1915, posto al comando del cacciatorpediniere 69 PN, fu impegnato nei combattimenti della prima guerra mondiale, partecipando all'Occupazione italiana dell'Albania del 1919.
Terminato il conflitto, fu 1922 fu nominato capitano di corvetta e nel 1926 ebbe l'incarico di docente di storia e arte navale presso l'Accademia Aeronautica di Caserta, dove fu elevato al grado capitano di fregata; fu poi coadiutore dell'Istituto di Guerra Marittima di Livorno. Divenuto contrammiraglio, nel 1939 fu nominato direttore generale del personale e fu membro del Consiglio superiore della marina. Allo scoppio del secondo conflitto mondiale, assunse il comando della 4ª Divisione incrociatori, come ammiraglio di divisione. Era a bordo dell'incrociatore Alberico da Barbiano, che il 12 dicembre 1941, durante la navigazione tra Palermo e la Libia, con a bordo un carico di munizioni e carburante, fu colpito e affondato dai cacciatorpediniere inglesi e olandesi nella Battaglia di Capo Bon.

## Fonti
- Profilo di Antonino Toscano sul sito ufficiale della Marina Militare, su marina.difesa.it.
- Carriera navale dell'ammiraglio Antonino Toscano, su anmict.it. URL consultato il 7 giugno 2013 (archiviato dall'url originale il 18 maggio 2013).